# Escocia en la Copa Mundial de Fútbol de 1974
La selección de Escocia fue uno de los 16 países participantes de la Copa Mundial de Fútbol de 1974, realizada en Alemania Federal. El seleccionado escocés clasificó gracias a que ganó el Grupo 8 de la eliminatoria de la UEFA, superando por un punto a su similar de Checoslovaquia, que venía de jugar el Mundial de 1970 en México.

## Clasificación

### Grupo 8
| Equipo         | Pts | PJ | PG | PE | PP | GF | GC | Dif |
| -------------- | --- | -- | -- | -- | -- | -- | -- | --- |
| Escocia        | 6   | 4  | 3  | 0  | 1  | 8  | 3  | 5   |
| Checoslovaquia | 5   | 4  | 2  | 1  | 1  | 9  | 3  | 6   |
| Dinamarca      | 1   | 4  | 0  | 1  | 3  | 2  | 13 | -11 |

| Fecha                    | Lugar      | Partido        | Partido            | Partido | Partido            | Partido        |
| ------------------------ | ---------- | -------------- | ------------------ | ------- | ------------------ | -------------- |
| 18 de octubre de 1972    | Copenhague | Dinamarca      |                    | 1:4     | Bandera de Escocia | Escocia        |
| 15 de noviembre de 1972  | Glasgow    | Escocia        | Bandera de Escocia | 2:0     |                    | Dinamarca      |
| 26 de septiembre de 1973 | Glasgow    | Escocia        | Bandera de Escocia | 2:1     |                    | Checoslovaquia |
| 17 de octubre de 1973    | Bratislava | Checoslovaquia |                    | 1:0     | Bandera de Escocia | Escocia        |

## Jugadores
| #  | Nombre          | Posición      | Edad | Club              |
| -- | --------------- | ------------- | ---- | ----------------- |
| 1  | David Harvey    | Portero       | 26   | Leeds United      |
| 2  | Sandy Jardine   | Defensor      | 25   | Rangers F.C.      |
| 3  | Danny McGrain   | Defensor      | 24   | Celtic            |
| 4  | Billy Bremner   | Mediocampista | 31   | Leeds United      |
| 5  | Jim Holton      | Defensor      | 23   | Manchester United |
| 6  | John Blackley   | Mediocampista | 26   | Hibernian         |
| 7  | Jimmy Johnstone | Mediocampista | 29   | Celtic            |
| 8  | Kenny Dalglish  | Delantero     | 23   | Celtic            |
| 9  | Joe Jordan      | Delantero     | 22   | Leeds United      |
| 10 | David Hay       | Mediocampista | 26   | Celtic            |
| 11 | Peter Lorimer   | Delantero     | 27   | Leeds United      |
| 12 | Thomson Allan   | Portero       | 27   | Dundee F.C.       |
| 13 | Jim Stewart     | Portero       | 20   | Kilmarnock        |
| 14 | Martin Buchan   | Defensor      | 25   | Manchester United |
| 15 | Peter Cormack   | Mediocampista | 27   | Liverpool         |
| 16 | Willie Donachie | Defensor      | 22   | Manchester City   |
| 17 | Donald Ford     | Mediocampista | 29   | Hearts            |
| 18 | Tommy Hutchison | Mediocampista | 26   | Coventry City     |
| 19 | Denis Law       | Delantero     | 34   | Manchester City   |
| 20 | Willie Morgan   | Delantero     | 29   | Manchester United |
| 21 | Gordon McQueen  | Defensor      | 21   | Leeds United      |
| 22 | Erich Schaedler | Defensor      | 24   | Hibernian         |
| DT | Willie Ormond   |               |      |                   |

## Participación

### Grupo 2
| Equipo     | Pts | PJ | PG | PE | PP | GF | GC | Dif |
| ---------- | --- | -- | -- | -- | -- | -- | -- | --- |
| Yugoslavia | 4   | 3  | 1  | 2  | 0  | 10 | 1  | 9   |
| Brasil     | 4   | 3  | 1  | 2  | 0  | 3  | 0  | 3   |
| Escocia    | 4   | 3  | 1  | 2  | 0  | 3  | 1  | 2   |
| Zaire      | 0   | 3  | 0  | 0  | 3  | 0  | 14 | -14 |

#### Contra Zaire
| 14 de junio de 1974, 19:30 | Zaire | 0:2 (0:2) | Escocia                  | Westfalenstadion, Dortmund                                                 |                                                                            |
|                            |       | Reporte   | Lorimer 26' · Jordan 34' | Asistencia: 25.000 espectadores Árbitro(s): Gerhard Schulenburg (Alemania) | Asistencia: 25.000 espectadores Árbitro(s): Gerhard Schulenburg (Alemania) |

| 1  | PO | Kazadi Mwamba   |     |
| 2  | DF | Mwepu Ilunga    |     |
| 3  | DF | Mwanza Mukombo  |     |
| 4  | DF | Bwanga Tshimen  |     |
| 5  | DF | Lobilo Boba     |     |
| 6  | MC | Kilasu Massamba |     |
| 8  | MC | Mana Mamuwene   |     |
| 10 | MC | Kidumu Mantantu | 78' |
| 13 | MC | Ndaye Mulamba   |     |
| 14 | DE | Mayanga Maku    | 64' |
| 21 | DE | Kakoko Etepé    |     |
| DT | DT | Blagoje Vidinić |     |

| 1  | PO | David Harvey   |     |
| 2  | DF | Sandy Jardine  |     |
| 3  | DF | Danny McGrain  |     |
| 5  | DF | Jim Holton     |     |
| 6  | DF | John Blackley  |     |
| 4  | MC | Billy Bremner  |     |
| 10 | MC | David Hay      |     |
| 8  | DE | Kenny Dalglish | 75' |
| 9  | DE | Joe Jordan     |     |
| 11 | DE | Peter Lorimer  |     |
| 19 | DE | Denis Law      |     |
| DT | DT | Willie Ormond  |     |

| 15 | DE | Kibonge Mafu    | 64' |
| 9  | MC | Kembo Uba Kembo | 78' |

| 18 | DE | Tommy Hutchison | 75' |

|  |

| Anotado | 26' | Peter Lorimer |
| Anotado | 34' | Joe Jordan    |

| Amonestado | 40' | Kidumu Mantantu |

| Amonestado | 48' | Jim Holton |

| Árbitro             | Gerhard Schulenburg  |
| Árbitros asistentes | Tony Boskovic        |
| Árbitros asistentes | Hans-Joachim Weyland |

| 1  | PO | Kazadi Mwamba   |     |
| 2  | DF | Mwepu Ilunga    |     |
| 3  | DF | Mwanza Mukombo  |     |
| 4  | DF | Bwanga Tshimen  |     |
| 5  | DF | Lobilo Boba     |     |
| 6  | MC | Kilasu Massamba |     |
| 8  | MC | Mana Mamuwene   |     |
| 10 | MC | Kidumu Mantantu | 78' |
| 13 | MC | Ndaye Mulamba   |     |
| 14 | DE | Mayanga Maku    | 64' |
| 21 | DE | Kakoko Etepé    |     |
| DT | DT | Blagoje Vidinić |     |

| 1  | PO | David Harvey   |     |
| 2  | DF | Sandy Jardine  |     |
| 3  | DF | Danny McGrain  |     |
| 5  | DF | Jim Holton     |     |
| 6  | DF | John Blackley  |     |
| 4  | MC | Billy Bremner  |     |
| 10 | MC | David Hay      |     |
| 8  | DE | Kenny Dalglish | 75' |
| 9  | DE | Joe Jordan     |     |
| 11 | DE | Peter Lorimer  |     |
| 19 | DE | Denis Law      |     |
| DT | DT | Willie Ormond  |     |

| 15 | DE | Kibonge Mafu    | 64' |
| 9  | MC | Kembo Uba Kembo | 78' |

| 18 | DE | Tommy Hutchison | 75' |

|  |

| Anotado | 26' | Peter Lorimer |
| Anotado | 34' | Joe Jordan    |

| Amonestado | 40' | Kidumu Mantantu |

| Amonestado | 48' | Jim Holton |

| Árbitro             | Gerhard Schulenburg  |
| Árbitros asistentes | Tony Boskovic        |
| Árbitros asistentes | Hans-Joachim Weyland |

#### Contra Brasil
| 18 de junio de 1974, 19:30 | Escocia | 0:0     | Brasil | Waldstadion, Fráncfort                                                     |                                                                            |
|                            |         | Reporte |        | Asistencia: 50.000 espectadores Árbitro(s): Arie van Gemert (Países Bajos) | Asistencia: 50.000 espectadores Árbitro(s): Arie van Gemert (Países Bajos) |

| 1  | PO | David Harvey   |
| 2  | DF | Sandy Jardine  |
| 3  | DF | Danny McGrain  |
| 5  | DF | Jim Holton     |
| 14 | DF | Martin Buchan  |
| 4  | MC | Billy Bremner  |
| 10 | MC | David Hay      |
| 8  | DE | Kenny Dalglish |
| 9  | DE | Joe Jordan     |
| 11 | DE | Peter Lorimer  |
| 20 | DE | Willie Morgan  |
| DT | DT | Willie Ormond  |

| 1  | PO | Emerson Leão     |     |
| 2  | DF | Luís Pereira     |     |
| 3  | DF | Marinho Peres    |     |
| 5  | DF | Piazza           |     |
| 6  | DF | Marinho Chagas   |     |
| 14 | DF | Nelinho          |     |
| 10 | MC | Roberto Rivelino |     |
| 11 | MC | Caju             |     |
| 7  | DE | Jairzinho        |     |
| 8  | DE | Leivinha         | 65' |
| 19 | DE | Mirandinha       |     |
| DT | DT | Mário Zagallo    |     |

| 17 | DE | Paulo César Carpegiani | 65' |

| Amonestado | 35' | Roberto Rivelino |
| Amonestado | 81' | Marinho Chagas   |
| Amonestado | 87' | Marinho Peres    |

| Árbitro             | Arie van Gemert |
| Árbitros asistentes | Károly Palotai  |
| Árbitros asistentes | Erich Linemayr  |

| 1  | PO | David Harvey   |
| 2  | DF | Sandy Jardine  |
| 3  | DF | Danny McGrain  |
| 5  | DF | Jim Holton     |
| 14 | DF | Martin Buchan  |
| 4  | MC | Billy Bremner  |
| 10 | MC | David Hay      |
| 8  | DE | Kenny Dalglish |
| 9  | DE | Joe Jordan     |
| 11 | DE | Peter Lorimer  |
| 20 | DE | Willie Morgan  |
| DT | DT | Willie Ormond  |

| 1  | PO | Emerson Leão     |     |
| 2  | DF | Luís Pereira     |     |
| 3  | DF | Marinho Peres    |     |
| 5  | DF | Piazza           |     |
| 6  | DF | Marinho Chagas   |     |
| 14 | DF | Nelinho          |     |
| 10 | MC | Roberto Rivelino |     |
| 11 | MC | Caju             |     |
| 7  | DE | Jairzinho        |     |
| 8  | DE | Leivinha         | 65' |
| 19 | DE | Mirandinha       |     |
| DT | DT | Mário Zagallo    |     |

| 17 | DE | Paulo César Carpegiani | 65' |

| Amonestado | 35' | Roberto Rivelino |
| Amonestado | 81' | Marinho Chagas   |
| Amonestado | 87' | Marinho Peres    |

| Árbitro             | Arie van Gemert |
| Árbitros asistentes | Károly Palotai  |
| Árbitros asistentes | Erich Linemayr  |

#### Contra Yugoslavia
| 22 de junio de 1974, 16:00 | Escocia    | 1:1 (0:0) | Yugoslavia | Waldstadion, Fráncfort                                                          |                                                                                 |
|                            | Jordan 88' | Reporte   | Karasi 81' | Asistencia: 60.000 espectadores Árbitro(s): Alfonso González Archundia (México) | Asistencia: 60.000 espectadores Árbitro(s): Alfonso González Archundia (México) |

| 1  | PO | David Harvey   |     |
| 2  | DF | Sandy Jardine  |     |
| 3  | DF | Danny McGrain  |     |
| 5  | DF | Jim Holton     |     |
| 14 | DF | Martin Buchan  |     |
| 4  | MC | Billy Bremner  |     |
| 10 | MC | David Hay      |     |
| 8  | DE | Kenny Dalglish | 65' |
| 9  | DE | Joe Jordan     |     |
| 11 | DE | Peter Lorimer  |     |
| 20 | DE | Willie Morgan  |     |
| DT | DT | Willie Ormond  |     |

| 1  | PO | Enver Marić         |     |
| 2  | DF | Ivan Buljan         |     |
| 3  | DF | Enver Hadžiabdić    |     |
| 5  | DF | Josip Katalinski    |     |
| 6  | DF | Vladislav Bogićević |     |
| 7  | MC | Ilija Petković      |     |
| 8  | MC | Branko Oblak        |     |
| 10 | MC | Jovan Aćimović      |     |
| 9  | DE | Ivica Šurjak        |     |
| 11 | DE | Dragan Džajić       | 70' |
| 19 | DE | Dušan Bajević       |     |
| DT | DT | Miljan Miljanić     |     |

| 18 | DE | Tommy Hutchison | 65' |

| 18 | DE | Stanislav Karasi | 70' |

| Anotado | 88' | Joe Jordan |

| Anotado | 81' | Stanislav Karasi |

| Amonestado | 60' | Joe Jordan |
| Amonestado | 70' | David Hay  |

| Amonestado | 21' | Branko Oblak     |
| Amonestado | 55' | Josip Katalinski |
| Amonestado | 70' | Dušan Bajević    |

| Árbitro             | Alfonso González Archundia |
| Árbitros asistentes | Kurt Tschenscher           |
| Árbitros asistentes | Rudi Glöckner              |

| 1  | PO | David Harvey   |     |
| 2  | DF | Sandy Jardine  |     |
| 3  | DF | Danny McGrain  |     |
| 5  | DF | Jim Holton     |     |
| 14 | DF | Martin Buchan  |     |
| 4  | MC | Billy Bremner  |     |
| 10 | MC | David Hay      |     |
| 8  | DE | Kenny Dalglish | 65' |
| 9  | DE | Joe Jordan     |     |
| 11 | DE | Peter Lorimer  |     |
| 20 | DE | Willie Morgan  |     |
| DT | DT | Willie Ormond  |     |

| 1  | PO | Enver Marić         |     |
| 2  | DF | Ivan Buljan         |     |
| 3  | DF | Enver Hadžiabdić    |     |
| 5  | DF | Josip Katalinski    |     |
| 6  | DF | Vladislav Bogićević |     |
| 7  | MC | Ilija Petković      |     |
| 8  | MC | Branko Oblak        |     |
| 10 | MC | Jovan Aćimović      |     |
| 9  | DE | Ivica Šurjak        |     |
| 11 | DE | Dragan Džajić       | 70' |
| 19 | DE | Dušan Bajević       |     |
| DT | DT | Miljan Miljanić     |     |

| 18 | DE | Tommy Hutchison | 65' |

| 18 | DE | Stanislav Karasi | 70' |

| Anotado | 88' | Joe Jordan |

| Anotado | 81' | Stanislav Karasi |

| Amonestado | 60' | Joe Jordan |
| Amonestado | 70' | David Hay  |

| Amonestado | 21' | Branko Oblak     |
| Amonestado | 55' | Josip Katalinski |
| Amonestado | 70' | Dušan Bajević    |

| Árbitro             | Alfonso González Archundia |
| Árbitros asistentes | Kurt Tschenscher           |
| Árbitros asistentes | Rudi Glöckner              |